# آرتور آر. گولد
آرتور آر. گولد (به انگلیسی: Arthur R. Gould) سناتور سابق عضو حزب جمهوری‌خواه ایالات متحده آمریکا بود. وی در سال ۱۹۲۶ تا ۱۹۳۱ میلادی سناتور ایالت مین در سنای ایالات متحده آمریکا بود.